# Mautner (Adelsgeschlecht)

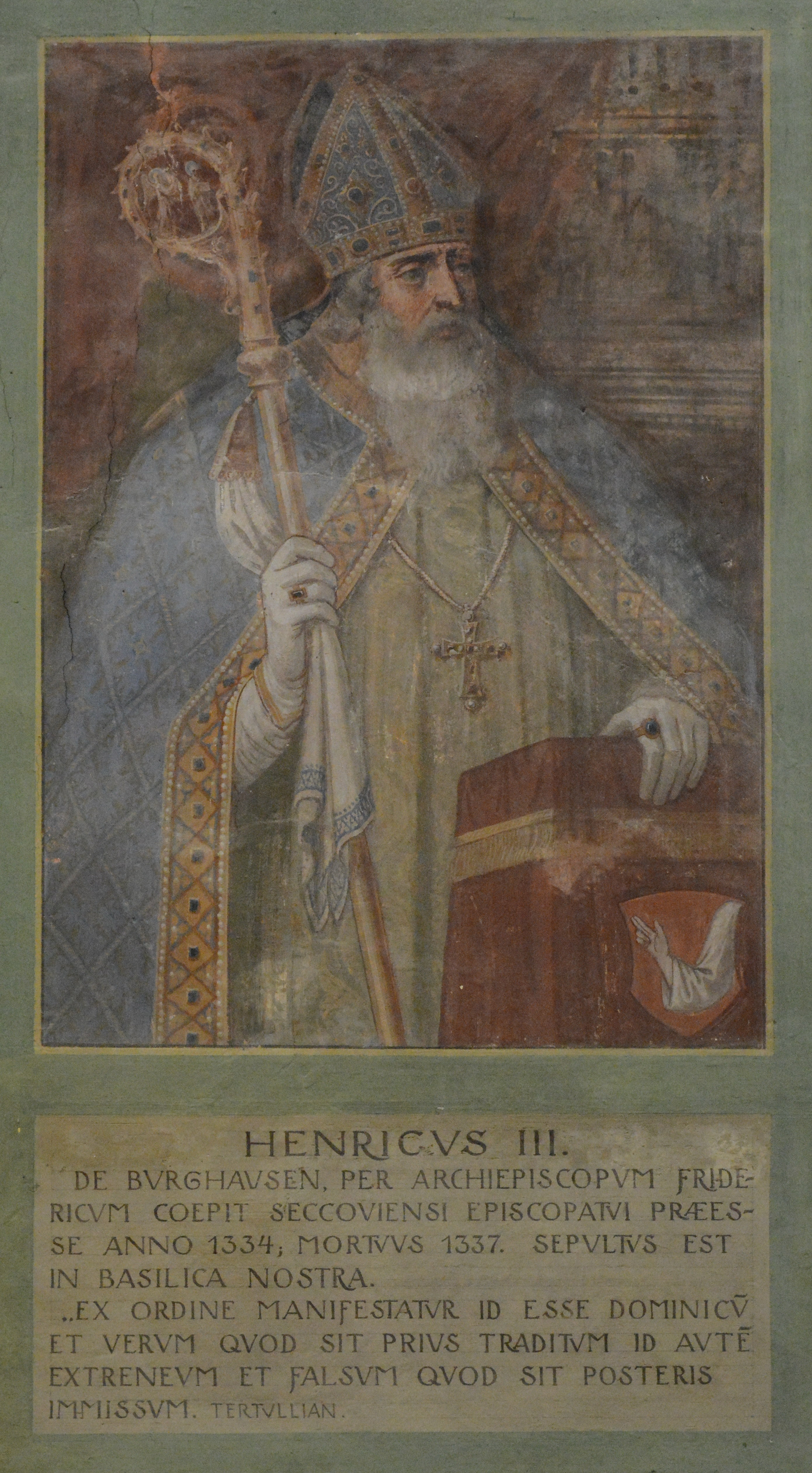
Heinrich III., Bischof von Seckau entstammte vermutlich dem Geschlecht der Mautner.

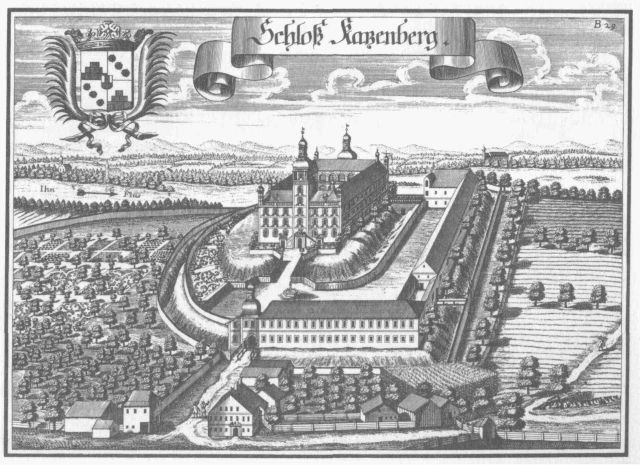
Schloss Katzenberg nach einem Kupferstich von Michael Wening, links oben das vereinigte Familienwappen Taufkirchen-Schwarzenstein-Mautner

Die Mautner, auch Herren aus dem Holz oder Herren im Holz, waren im 14. Jahrhundert ein reiches Adelsgeschlecht aus Burghausen, dem die Kontrolle des Salzhandels auf der Salzach oblag.  Mit der 1872 geadelten österreichischen Familie Mautner von Markhof sind sie nicht verwandt.

## Geschichte
Ein Friedrich aus dem Holz wurde um 1180 mit der Burghauser Maut auf den Salzhandel über die Salzach belehnt. Die Stammburg des Geschlechts lag bei Kößlarn. Später nannte sich das Geschlecht Mautner (der Name leitete sich von ihrer Funktion ab).
Die Mautner häuften durch ihr Amt und die Vergabe von Darlehen legendären Reichtum an. So wurden sie unter anderem die Fugger von Burghausen genannt. Zu den zahlreichen Schuldnern der Mautner zählten bedeutende Personen aus ganz Deutschland, unter anderem Kaiser Ludwig der Bayer und Erzbischof Friedrich III.
Friedrich der Mautner († 1300) wurde in Raitenhaslach bestattet, lebte also wohl bereits in Burghausen. Sein Sohn Friedrich gilt als der bedeutendste Vertreter des Geschlechts. Er bekleidete verschiedenste Ehrenämter und unterstützte seine Herzöge mit Geld und Waffen. Diese statteten ihn im Gegenzug mit verschiedenen Privilegien aus. Friedrich gilt auch als der Stifter des Heilig-Geist-Spitals vor den Toren der Stadt. In den Jahren 1344/46 besaß er die Rechte am Kuntersweg. Die Nachfahren der Mautner hatten Wohnsitze in Hohenaschau, Vilsheim und Katzenberg (Kirchdorf am Inn). Die Katzenberger Linie existierte am längsten, daher bürgerte sich der Name Mautner zu Katzenberg ein. Der ursprüngliche Reichtum der Mautner zerfloss innerhalb weniger Generationen. Das Geschlecht starb 1525 mit Hans Mautner von Katzenberg aus. Als Besitzer der Mautner'schen Güter folgten die Grafen von Schwarzenstein, nach deren Aussterben 1599 die Grafen von Taufkirchen.

## Spuren
In Burghausen gibt es noch heute das Mautnerschloss und die Mautnerstraße. Wohnsitz der Mautner war in Burghausen jedoch nicht das Mautnerschloss, sondern das heutige Rathaus am Stadtplatz.

## Grablege
Einige Angehörige des Geschlechts, wie Oswald Mautner von Katzenberg († 1446), sind in der schon 1332 erwähnten Mautnergruft in der Heilig-Geist-Kirche des Heilig-Geist-Spitals in Burghausen bestattet.

## Wappen
Der Wappenschild der Mautner zeigt auf rotem Grund einen silbernen Schrägbalken, der mit drei roten Rosen belegt ist. Auf dem Helm mit rot-silbernen Decken ein wie der Schild bezeichneter Flug. 

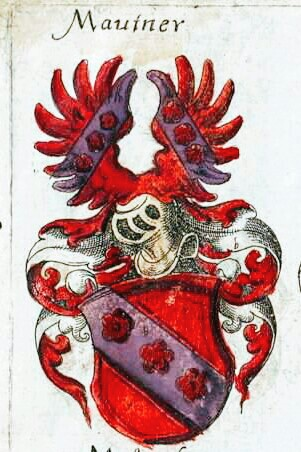
Wappen der Mautner
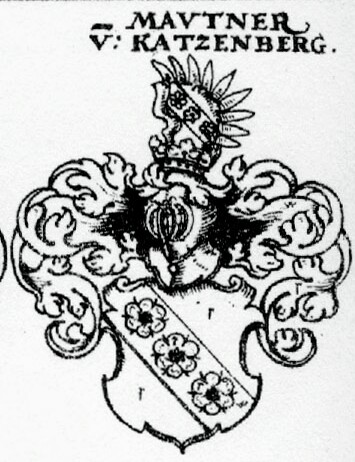
Wappen der Mautner zu Katzenberg in Johann Siebmachers Wappenbuch

Als Nachfolger der Mautner sowie der Schwarzenstein wurden deren Wappen sowohl von den bayerischen Grafen von Taufkirchen als auch von den in Oberösterreich ansässigen Grafen von Thürheim weitergeführt.

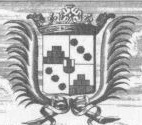
Wappen der Grafen von Taufkirchen
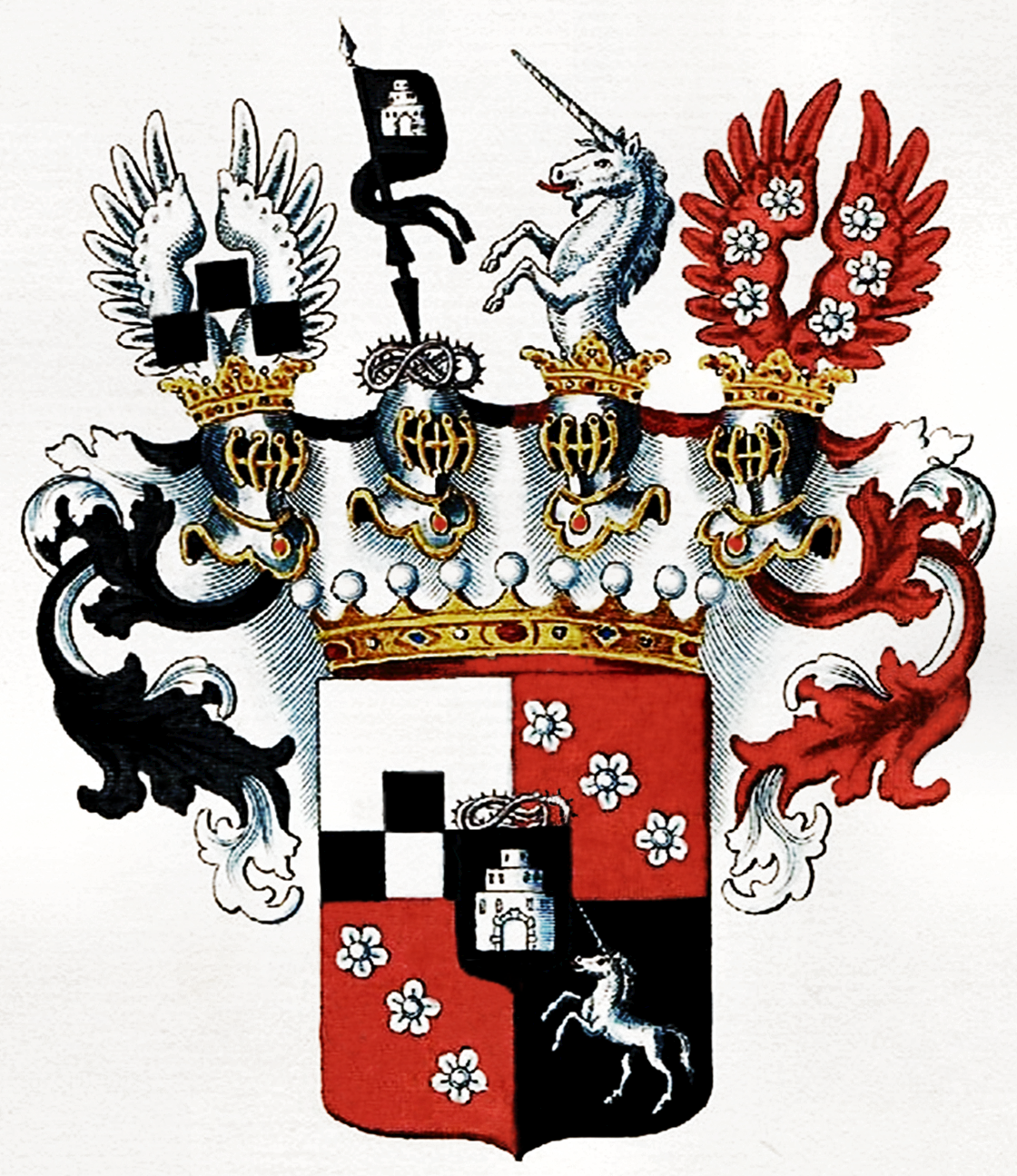
Wappen der Grafen  Thürheim

Heute finden sich Hinweise auf die Mautner in den Gemeindewappen von Gurten und Kirchdorf am Inn, wo das Geschlecht einst begütert war.

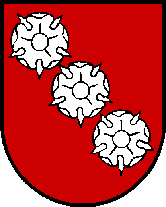
Gemeindewappen von Gurten
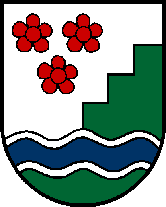
Gemeindewappen von Kirchdorf am Inn